# Бордони, Карло
Ка́рло Бордо́ни (итал. Carlo Bordoni, 1946, Каррара) — итальянский социолог.

## Биография
Преподавал в университетах Флоренции, Неаполя, Милана. Возглавлял Художественную Академию Каррары (1990—2003). В настоящее время — доцент Пизанского университета. Сотрудничает с газетами La Repubblica, Paese Sera и др.
Публикует прозу (романы Istanbul Bound, 2007; Нянька Муссолини, 2008, и др.). Издаёт ежеквартальный журнал фантастики IF (Rivista dell’Insolito e del Fantastico). Перевел и откомментировал труды Лео Лёвенталя по социологии литературы.

## Исследовательские интересы
Специалист по социологии литературы и искусства, массовой культуры, автор ряда работ о фантастическом в искусстве, в частности — на материале новеллистики Гофмана и романов Стивена Кинга.

## Научные публикации
- Introduzione alla sociologia della letteratura (1974)
- La pratica sociale del testo (1981)
- La paura il mistero l’orrore dal romanzo gotico a Stephen King (1989)
- La fabula bella. Una lettura sociologica dei Promessi Sposi (1991)
- Il romanzo di consumo (1993)
- Conversazioni sul vampiro (1995)
- Stephen King (2002)
- Introduzione alla sociologia dell’arte (2005)
- Il testo complesso (2005)
- Le scarpe di Heidegger: l’oggettività dell’arte e l’artista come soggetto debole (2005, нем. пер. 2006)
- Società digitali. Mutamento culturale e nuovi media (2007)
- Libera multitudo: la demassificazione in una società senza classi (2008)
- La dismisura immaginata. Hoffmann e la letteratura fantastica (2009)
- L’identità perduta: moltitudini, consumismo e crisi del lavoro (2010)